# باششتدتشتراس
باششتدتشتراس (به آلمانی: Bechstedtstraß) یک شهر در آلمان است که در وایمارر لاند واقع شده‌است. باششتدتشتراس ۲۸۱ نفر جمعیت دارد.